# Tullianum
Tullianum (senere Mamertinerfængslet) var et fængsel midt i  Rom i Romerriget. Fængslet lå på den nordøstlige side af Kapitol-højen med front mod Curiaen og Nervas, Vespasians og Augustus fora. I dag står San Giuseppe dei Falegnami-kirken på grunden. 
Fængslet menes bygget mellem 640 og 616 f.Kr.

## Kendte fanger
Den galliske hærfører Vercingetorix sad fængslet fem år fra 51 til 46 f.Kr. i Tullianum, før han blev offentligt henrettet.
I 55 e.Kr. blev apostlen Paulus angiveligt arresteret i Jerusalem og sendt til Rom. Han sad fængslet i Tullianum til år 64 eller 67 e.Kr.
Efter branden i Rom i 64 e.Kr. beodrede kejser Nero apostlen Sankt Peter fængslet. Han sad i Tullianum, og der sprang ifølge legenden en kilde frem som Peter døbte sine to fangevogtere i, inden han blev henrettet.